# Barn av Jordens Pris
Barn av Jordens Pris är ett norskt pris som delas ut till en person eller organisation som har visat omsorg och hjälpt att stödja utsatta barn. Priset är en summa på 100 000 norska kroner, och delas ut årligen i juni på Nordkap, Norge.
Författaren Simon Flem Devold fick idén till priset 1987. Med hjälp av bl.a. Nordkapps Vel samlades sju barn, från olika håll i världen, på Nordkap, därav namnet Barn av Jorden.

## Relieferna
De sju barnen möttes på Nordkap i juni 1988. Det var Jasmine från Dar-es-Salaam i Tanzania, Rafael från Rio de Janeiro i Brasilien, Ayumi från Kawasaki i Japan, Sithidej från Bangkok i Thailand, Gloria från Jesi i Italien, Anton från Murmansk i dåv. Sovjetunionen (nuv. Ryssland och Louise från New York i USA. På Nordkap formade barnen tillsammans reliefer i lera, som avtäcktes i juni 1988. De ska uttrycka barnslig (i positiv bemärkelse) kreativitet, humor och värme.
1989 stöptes relieferna i brons och monterades i en ram av granit och restes upp på Nordkapplatån, utanför Nordkaphallen. En bronsskulptur av konstnären Eva Rybakken med temat mor och barn placerades bredvid relieferna.
1992 fick projektet namnet Stiftelsen Barn av Jorden. Priset finansieras med tillskott från Nordkapps Vel och stiftelsens grundkapital på cirka en miljon norska kronor.

## Prisvinnare
- 1989 - Inger Harrington, för starten av hennes projekt för gatubarn i São Paulo, Brasilien.
- 1990 - Almaz Eshepe - medarbetare till Moder Teresa, för ett projekt i Etiopien.
- 1991 - Norsk Forbund for Psykisk Utviklingshemmede, för ett projekt på Mauritius.
- 1992 - Det Norske Flyktningeråd, till Ukwimi, ett projekt för flyktingbarn i Zambia.
- 1993 - Unicef, till ett program för psykiskt krigsskadade barn i f.d. Jugoslavien.
- 1994 - Johan Jørgen Holsts Minnefond. (Prissumman utbetalades inte).
- 1995 - Inger Harrington (för andra gången), för hennes arbete med gatubarn i Brasilien.
- 1996 - Frantz Johansen, till hjälp för hemlösa barn i Bukarest i Rumänien.
- 1997 - Mette S. Eliseussen, till beskyddande av afghanska barn för landminor.
- 1998 - Rachel Trovi, för hennes arbete för nödlidande barn i Manila på Filippinerna.
- 1999 - SOS Barnbyar i Norge, till en by för barn i Murmansk i Ryssland.
- 2000 - Trevor Sibande, för mörkhyade ungdomar i slumområden i Johannesburg i Sydafrika.
- 2001 - Amnesty International Norge, för bättre levnadsvillkor för barn på Kolahalvön.
- 2002 - Anne Kristine Herje, för arbetet bland barnen i slumområdena på Haiti.
- 2003 - Cecilie Nordstrøm, för hjälp till handikappade barn i Kaliningrad.
- 2004 - Ingvill Ceïde och Nina Bønå, för skolprojekt för nödlidande barn på Haiti.
- 2005 - Kari Harbakk, för hennes insats för barn i Kina.
- 2006 - Terje Jacobsen, för hans insats för barn i slumområdena i Soweto i Sydafrika.
- 2007 - Unn-Lisbet Jensen-Muj, för hennes arbete för föräldralösa barn i Guatemala.
- 2008 - Ynghild Solholm, för hennes arbete för nödlidande barn i Zimbabwe.
- 2009 - Liv Haug, för hennes omfattande arbete för barn och mödrar i regnskogen i Peru.